# Stribog (sastav)
Stribog je hrvatski black/folk metal sastav iz Zagreba.

## Povijest sastava
Sastav je osnovan 2006. te je nazvan prema slavenskom bogu vjetra, neba i zraka. Svoj prvi demouradak Za vječan ponos i čast objavljuje 2006. godine, a iduće godine objavljuje kompilaciju Zora nad zemljama slavenskim te singl Nyia - Religija krvi. Iste godine nastupili su u Zagrebu kao predgrupa finskom folk metal sastavu Korpiklaani. Godine 2010. snimili su svoj debitantski studijski album U okovima vječnosti kojeg je objavila češka diskografska kuća Murderous Productions. Nakon toga bend ulazi u diskografsku pauzu. Kasnije, mijenja nekoliko članova, te u postavi: Sergej Šimpraga, Nikola Mrkša, Darko Ćosić, Ivan "Mrva" Mrkoci, Tomislav "Arioch" Živković i Dunja Zbiljski snima novi album "Tvoje kraljevstvo zeleno", koji izlazi početkom 2020. Album je sniman u MOR studiju (osim vokala i bubnjeva, koji su snimani u vježbaonici benda). Producent albuma je gitarist sastava Ivan Mrkoci, a autor teksta i glazbe sastav Stribog. Album se sastoji od 11 novih pjesama od kojih su neke na hrvatskom, a neke na engleskom jeziku. Teme su i dalje staroslavenska mitologija. Sastav je trebao imati promociju novog albuma 15. travnja 2020. u zagrebačkom Vintage Industrial Baru, ali je nastup otkazan zbog pandemije koronavirusa.

## Članovi sastava
Trenutna postava
- Sergej Šimpraga — bas-gitara (2006. – 2007., 2007. - danas)
- Nikola Mrkša — gitara (2006. – 2007., 2007. - danas)
- Darko Ćosić — bubnjevi (2006. – 2007., 2007. - danas)
- Ivan "Mrva" Mrkoci — gitara (2010. - danas), bubnjevi(2006.)
- Tomislav "Arioch" Živković — vokali (2010. - danas)
- Dunja Zbiljski — flauta (2013. - danas)

Bivši članovi
- Mario "Knez Svitogor" Bošnir — vokali, klavijature (2006. – 2007.)
- Adam "Vitorog" Šeruga — vokali (2006.)
- Vedran "Pikuolis" Kovačić — vokali (2006. – 2007.)
- Nikola "Khorz" Dušak — bas-gitara (2007.)
- Borna "Void" Žeželj — vokali, gitara (2007. – 2010.)
- Robert Perica — klavijature (2007. – 2010.)
- Ana Ćapalija — vokali (2007. – 2010.), klavijature (2007.)
- Petra — klavijature (2010.)
- Ivo "Khuzd" Turk — zviždaljka (2007. – 2011.)
- Vinija — klavijature (2010. – 2011.), vokali (2010.)
- Tea Rogić — vokali

## Diskografija
Studijski albumi
- U okovima vječnosti (2010.)
- Tvoje kraljevstvo zeleno (2020.)

Kompilacije
- Zora nad zemljama slavenskim (2007.)

Demo uradci
- Za vječan ponos i čast (2006.)

## Vanjske poveznice
- Službena MySpace stranica